# Валчеле (Вранча)
Валчеле (рум. Vâlcele) насеље је у Румунији у округу Вранча у општини Кампињанка. Oпштина се налази на надморској висини од 69 m.

## Становништво
Према подацима из 2002. године у насељу је живело 128 становника, од којих су сви румунске националности.